# Суховаров, Дмитрий Гаврилович
Дмитрий Гаврилович Суховаров (30 мая [12 июня] 1904, Жаковка, Могилёвская губерния — 4 марта 1982, Курган) — гвардии полковник, участник похода Красной Армии в Западную Украину осенью 1939 года и Великой Отечественной войны, Герой Советского Союза (1944). После войны работал директором Курганского учебно-курсового комбината автомобильного транспорта.

## Биография
Родился 30 мая (12 июня) 1904 в крестьянской семье в посёлке Жаковка Радомльской волости Чаусского уезда Могилёвской губернии, ныне деревня входит в Первомайский сельсовет Дрибинского района Могилёвской области Республики Беларусь. Белорус.
Окончил 6 классов. С 1920 года работал учеником в частной портняжной мастерской, а потом работал там же подмастерьем. В 1925 году работал плотником в мостостроительном отряде, шахтером в Юзовке (Донецкий угольный бассейн).
В Рабоче-крестьянской Красной Армии с 1926 года, призван Дрибинским РВК Могилёвской области. Окончил полковую школу младших командиров при 33-й стрелковой дивизии Белорусского военного округа. Был оставлен в школе на должности старшины. Во время службы окончил 7 класс в вечерней школе.
С 1931 года член ВКП(б), c 1952 года — КПСС.
В 1931 году поступил в Киевское военное пехотное училище. После его окончания был назначен командиром роты. В 1935 году окончил Курсы усовершенствования командного состава при Военной академии механизации и моторизации РККА. С августа 1939 года командовал отдельным танковым батальоном. Участник похода Красной Армии в Западную Украину осенью 1939 года. В 1941 году окончил Военно-политическую академию.
В Великую Отечественную войну с 1941 года на Северо-Западном, Западном, Сталинградском, Воронежском, Степной, 1-м Украинском, Дальневосточном фронтах, командир танкового полка, бригады.
Первый бой старший лейтенант Суховаров принял в Прибалтике, со своим батальоном с боями отступал к Риге. Весной 1942 года в звании капитан был назначен командиром учебного танкового полка Северо-Западного фронта, но вскоре написал рапорт с просьбой перевода его в действующую часть. В сентябре 1942 года назначен начальником оперативного отделения штаба танкового корпуса на Донском фронте.
В начале 1943 года назначен командиром 53-го танкового полка, который участвовал в боях в районе Калача-на-Дону. В июне 1943 года полк под командованием Дмитрия Суховарова был включён в состав сформированной 69-й механизированной бригады. Во второй половине сентября 1943 года бригада была переброшена на Воронежский фронт. В сентябре полк участвовал в боях на Букринском плацдарме, затем был переброшен на Лютежский плацдарм.
5 ноября 1943 года 69-я мехбригада перешла в наступление в юго-западном направлении в обход Киева с запада, прорвала оборону противника, и, развивая наступление по восточному берегу реки Ирпень, перекрыла мосты и броды, не дав возможности противнику подвести резервы к Киеву. На своём участке умело выполнил задачу по блокированию врага в Киеве. 5 ноября 1943 года, проявив инициативу, посадил на танки два батальона мотострелков, порвал оборону противника и умелым манёвром перерезал дорогу Киев — Коростень, где захватил большой склад с горючим. За день полк перерезал пять дорог, отрезав врагу пути отступления на Житомир, Ворзель и Ясногородку. В этих боях полк уничтожил 23 пушки, 24 пулемёта, 4 машины с боеприпасами, около батальона солдат и офицеров противника.
Указом Президиума Верховного Совета СССР «О присвоении звания Героя Советского Союза генералам, офицерскому, сержантскому и рядовому составу Красной Армии» от 10 января 1944 года за «образцовое выполнение боевых заданий командования на фронте борьбы с немецко-фашистскими захватчиками и проявленные при этом отвагу и геройство» удостоен звания Героя Советского Союза с вручением ордена Ленина и медали «Золотая Звезда»

.
В дальнейшем полк под его командованием успешно участвовал в наступательных боях в Житомирско-Бердичевской и Проскуровско-Черновицкой операциях. Получил ранение, но остался в строю.
В начале марта 1944 года принял командование 69-й механизированной бригадой, заменив погибшего комбрига. Под его командованием бригада успешно вела бои за город Проскуров. В конце марта тяжело заболел и убыл в госпиталь.
С 10 сентября 1944 года по 15 марта 1945 года, гвардии подполковник Суховаров, командир 51-й гвардейской танковой Фастовской Краснознамённой, орденов Кутузова и Богдана Хмельницкого бригады 6-го гвардейского танкового корпуса. Командовал бригадой в боях за освобождение Польши, на Сандомирском плацдарме.
Участник войны с Японией 1945, разгрома Квантунской армии. За образцовое выполнение заданий командования на фронте борьбы с японскими захватчиками командир 204-й танковой бригадой 10-го механизированного корпуса 1-го Дальневосточного фронта гвардии полковник Суховаров Д. Г. награждён 20 сентября 1945 года орденом Красного Знамени.
С 1956 года находился в запасе в звании полковника. Проживал в Кургане, работал начальником конторы пассажирского автохозяйства, а с 1960 года директором Курганского учебно-курсового комбината автомобильного транспорта (автошкола). В 1965 году ушёл на пенсию. Вёл огромную работу по патриотическому воспитанию молодёжи.
Скончался 4 марта 1982 года. Похоронен на Новом Рябковском кладбище города Кургана Курганской области, на центральной аллее кладбища. В 2014 году установлен новый памятник на могиле.

## Награды
- Герой Советского Союза, 10 января 1944 года[7][8][9]
  - Орден Ленина № 13700[10]
  - Медаль «Золотая Звезда» № 2080
- Орден Ленина № 202085, 13 июня 1952 года
- Орден Красного Знамени — дважды, № 187304 20 сентября 1945 года[11] и № 554096 30 апреля 1947 года
- Орден Богдана Хмельницкого II степени, № 230 30 июня 1944 года
- Орден Отечественной войны I степени № 23970, 1 мая 1943 года
- Орден Красной Звезды — дважды, 3 ноября 1944 года[12] и ?
- медали;
- Две награды Китайской Народной Республики, в т.ч.:
  - Медаль «Китайско-советская дружба»
- двадцать шесть благодарностей Верховного Главнокомандующего за боевые успехи в крупных операциях по разгрому гитлеровских группировок и освобождению городов.

## Память
- В городе Кургане, в микрорайоне Левашово есть улица Суховарова.
- На доме, в котором жил Д. Г Суховаров, город Курган, ул. Пролетарская, 61, была установлена мемориальная доска[13][14].